# Ordine di Maria Anna
L'Ordine di Maria Anna (in tedesco Maria Anne-Orden) fu un ordine cavalleresco femminile fondato nell'ambito del Regno di Sassonia.

## Storia
L'Ordine di Maria Anna venne fondato il 15 maggio 1906 da re Federico Augusto III di Sassonia per commemorare la memoria di sua madre, Maria Anna.
L'Ordine era un'onorificenza prettamente femminile e poteva essere concessa indifferentemente a donne sposate o non, con l'obbiettivo di ricompensare coloro che si fossero distinte nelle opere di pubblica utilità o per le pie cause.
L'Ordine era suddiviso in tre classi di benemerenza, oltre ad una croce:
- Dama di I classe con corona
- Dama di II classe
- Dama di III classe (aggiunta nel 1907)
- Croce di Maria Anna (aggiunta iI 21 gennaio 1913)

## Insegne
La medaglia dell'Ordine consisteva in una croce d'oro smaltata di blu e bordata d'oro con le braccia molto curvate. Il medaglione centrale alla croce era d'oro e riportava il busto di Maria Anna di profilo verso sinistra realizzato in argento, il tutto contornato da una fascia smaltata di bianco con decorazioni in oro. Sul retro, a riprendere le medesime decorazioni, si trovavano al centro del medaglione, sempre su sfondo oro, le iniziali "M A" in argento (per Maria Anna). Il tutto era sostenuto al nastro da una corona reale in oro.
La Croce di Maria Anna era invece realizzata in argento.
Il nastro era azzurro con una fascia bianca su ciascun lato.